# گیاه‌پارچ شاخک‌دار
گیاه‌پارچ شاخک‌دار (نام علمی: Nepenthes tentaculata)، یک گونه از سرده گیاه‌پارچ‌ها است.